# 브라이언 골드너
브라이언 골드너(Brian Goldner)(1963년 4월 21일~2021년 10월 12일)는 미국 뉴욕 헌팅턴 출신에 미국 장난감, 미디어 회사인 하스브로 최고 경영자이다.
하스브로에 합류하기전 가족 오락 문화와 광고 산업 담당하였으며 이후 하스브로 CEO 자리 올랐으며 트랜스포머 실사영화 시리즈, 지아이조 같은 영화 제작에 협력하고 있다.

## 영화 참여 작품들
- 트랜스포머(2007)
- 트랜스포머2: 폴른의 복수(2009)
- 지.아이.조: 전쟁의 서막(2009)
- 트랜스포머: 달의 어둠(2011)
- 배틀쉽(2012)
- 지.아이.조 2(2013)
- 트랜스포머: 사라진 시대(2014)
- 젬 앤 더 홀로그램(2015)
- 마이 리틀 포니(2017)
- 범블비(2018)